# Ivan Cavaleiro
Ivan Ricardo Neves Abreu Cavaleiro (Vila Franca de Xira, Lisboa, 18 de octubre de 1993) es un futbolista portugués que juega de delantero y su equipo es el C. D. Tondela de la Primeira Liga.

## Trayectoria
Nació en Vila Franca de Xira, Distrito de Lisboa. Jugó en varios clubes durante su etapa juvenil, pero mayormente en el SL Benfica, donde estuvo entre los 13 y 18 años. Debutó en la temporada 2012-13, jugando su primer partido de segunda división con el filial el 11 de agosto de 2012 contra el SC Braga B. El siguiente fin de semana marcó su primer gol como profesional, en una victoria de visitante 4-2 sobre el CD Feirense, y marcó otros dos antes de que finalice el mes, en una victoria 6-0 en casa contra CF Os Belenenses, terminó su primer año con 38 partidos y 12 goles, ayudando a su equipo a alcanzar la séptima posición.
Cavaleiro comenzó su segunda temporada con el Benfica B, anotando siete goles en diez partidos y ganando el premio Jugador del Mes de la Segunda División de agosto/septiembre. Hizo su debut oficial con el equipo principal el 19 de octubre de 2013, jugando los 90 minutos contra CD Cinfães para la Copa de Portugal de la campaña y ayudar a Ola John para el único gol del partido; solo cuatro días más tarde apareció en el partido inaugural en la Liga de Campeones de la UEFA, jugando la segunda mitad de un empate 1-1 en casa ante el Olympiacos F. C. para la fase de grupos. El 15 de enero de 2014 anotó su primer gol oficial con el Benfica, anotando el 2-0 en una victoria ante el Leixões S. C. de la Copa de la Liga de Portugal.
El 8 de agosto de ese mismo año se hizo oficial su cesión al Deportivo de La Coruña para la temporada 2014-15.
El 10 de julio de 2015 se hizo oficial su traspaso al A. S. Monaco F. C. hasta 2020.
El 31 de agosto de 2016 fichó por el Wolverhampton Wanderers F. C. por las siguientes cinco temporadas, debutando el 10 de septiembre y anotando su primer gol 14 días después contra el Brentford F. C.[cita requerida]
En julio de 2019 fue cedido con opción de compra al Fulham F. C. una temporada. Dicha opción se hizo efectiva en enero de 2020 y firmó un contrato hasta 2024.
En septiembre de 2022 se fue de Inglaterra para jugar hasta final de temporada en el Alanyaspor turco como cedido. Después de esta cesión se marchó definitivamente al Lille O. S. C. francés. En su único año en este equipo disputó 23 partidos en los que marcó un gol y dio dos asistencias. Entonces estuvo unos meses sin equipo hasta que en septiembre firmó por el Red Bull Bragantino brasileño con un contrato hasta finales de 2024. Llegado ese momento volvió a quedar libre y regresó a Europa para unirse en marzo al Stal Mielec polaco. Allí completó la temporada y en el mes de agosto volvió al fútbol portugués tras firmar por el C. D. Tondela hasta junio de 2027.

## Selección nacional
Representó a Portugal en la Copa Mundial Sub-20 de la FIFA 2013: apareció en cuatro partidos como suplente en Turquía, en una eventual salida de ida en eliminación directa.
Cavaleiro hizo su debut con la sub-21 el 14 de agosto de 2013, marcó un hat-trick en la victoria en un amistoso por 5-2  contra Suiza. El 28 de febrero del año siguiente recibió su primera convocación para la selección absoluta para un partido amistoso con Camerún el 5 de marzo, donde fue titular y sustituido a los 70 minutos en la victoria 5-1 en Leiría.
 Actualizado al último partido jugado el 30 de junio de 2015.
| Selección       | País     | Periodo   | Partidos (goles |
| --------------- | -------- | --------- | --------------- |
| Portugal sub-17 | Portugal | 2010      | 8 (1)           |
| Portugal sub-18 | Portugal | 2011      | 4 (0)           |
| Portugal sub-19 | Portugal | 2011-2012 | 22 (4)          |
| Portugal sub-20 | Portugal | 2012-2013 | 15 (1)          |
| Portugal sub-21 | Portugal | 2013-     | 14 (7)          |
| Portugal        | Portugal | 2014-     | 2 (0)           |

### Participaciones en Copas del Mundo
| Mundial                               | Sede    | Resultado        | Partidos | Goles |
| ------------------------------------- | ------- | ---------------- | -------- | ----- |
| Copa Mundial de Fútbol Sub-20 de 2013 | Turquía | Octavos de final | 4        | 0     |

## Estadísticas
Actualizado al último partido jugado el 16 de septiembre de 2023.
| Club                    | Temporada     | Liga  | Liga  | Copas nacionales | Copas nacionales | Torneos Continentales | Torneos Continentales | Total | Total |
| Club                    | Temporada     | Part. | Goles | Part.            | Goles            | Part.                 | Goles                 | Part. | Goles |
| ----------------------- | ------------- | ----- | ----- | ---------------- | ---------------- | --------------------- | --------------------- | ----- | ----- |
| Benfica B               | 2012–13       | 38    | 12    | -                | -                | -                     | -                     | 38    | 12    |
| Benfica B               | 2013–14       | 18    | 10    | -                | -                | -                     | -                     | 18    | 10    |
| Benfica B               | Total         | 56    | 22    | -                | -                | -                     | -                     | 56    | 22    |
| Benfica                 | 2013/14       | 8     | 0     | 6                | 1                | 6                     | 0                     | 20    | 1     |
| Benfica                 | Total         | 8     | 0     | 6                | 1                | 6                     | 0                     | 20    | 1     |
| Deportivo               | 2014/15       | 34    | 3     | -                | -                | -                     | -                     | 34    | 3     |
| Deportivo               | Total         | 34    | 3     | -                | -                | -                     | -                     | 34    | 3     |
| AS Mónaco               | 2015/16       | 12    | 1     | 1                | 0                | 6                     | 2                     | 19    | 3     |
| AS Mónaco               | 2016/17       | 2     | 0     | -                | -                | 1                     | 0                     | 3     | 0     |
| AS Mónaco               | Total         | 14    | 1     | 1                | 0                | 7                     | 2                     | 22    | 3     |
| Wolverhampton Wanderers | 2016-17       | 31    | 5     | -                | -                | -                     | -                     | 31    | 5     |
| Wolverhampton Wanderers | 2017-18       | 42    | 9     | 4                | 0                | -                     | -                     | 46    | 9     |
| Wolverhampton Wanderers | 2018-19       | 23    | 3     | 6                | 2                | -                     | -                     | 29    | 5     |
| Wolverhampton Wanderers | Total         | 96    | 17    | 10               | 2                | -                     | -                     | 106   | 19    |
| Fulham FC               | 2019-20       | 44    | 6     | 2                | 0                | -                     | -                     | 46    | 6     |
| Fulham FC               | 2020-21       | 36    | 3     | 1                | 0                | -                     | -                     | 37    | 3     |
| Fulham FC               | 2021-22       | 18    | 2     | 3                | 0                | -                     | -                     | 21    | 2     |
| Fulham FC               | Total         | 98    | 11    | 6                | 0                | -                     | -                     | 104   | 11    |
| Alanyaspor              | 2022-23       | 22    | 2     | 3                | 2                | -                     | -                     | 25    | 4     |
| Alanyaspor              | Total         | 22    | 2     | 3                | 2                | -                     | -                     | 25    | 4     |
| Lille OSC               | 2023-24       | 4     | 0     | -                | -                | 2                     | 0                     | 6     | 0     |
| Lille OSC               | Total         | 4     | 0     | -                | -                | 2                     | 0                     | 6     | 0     |
| Total carrera           | Total carrera | 332   | 56    | 26               | 5                | 15                    | 2                     | 373   | 63    |

## Palmarés

### Títulos nacionales
| Título                      | Club                          | País       | Año     |
| --------------------------- | ----------------------------- | ---------- | ------- |
| Primeira Liga               | S. L. Benfica                 | Portugal   | 2013-14 |
| Copa de Portugal            | S. L. Benfica                 | Portugal   | 2013-14 |
| Copa de la Liga de Portugal | S. L. Benfica                 | Portugal   | 2013-14 |
| EFL Championship            | Wolverhampton Wanderers F. C. | Inglaterra | 2017-18 |
| EFL Championship            | Fulham F. C.                  | Inglaterra | 2021-22 |

### Distinciones individuales
| Distinción                             | Año                |
| -------------------------------------- | ------------------ |
| Jugador del Mes de la Segunda División | Agosto de 2013     |
| Jugador del Mes de la Segunda División | Septiembre de 2013 |